# 樹ますみ
樹 ますみ（いつき ますみ、1967年6月10日 - ）は、日本の元AV女優。

## 略歴
86年頃デビューしたAVアイドル。
にっかつビデオの「ロマン子クラブ」の一員（会員番号005番）
週刊プレイボーイ（1989年7月25日号）に、「樹ますみ」改め「堤昭子」に改名と掲載。

## 人物
異なるプロフィールがいくつかある。
- FANZAプロフィールでは、B:81・W:58・H:84としている[4]。
- 「夢ものがたり」のケース裏面のプロフィールでは、B:83・W:60・H:86としている[5]。
- 「ビーナスの香り」のケース裏面のプロフィールでは、B:83・W:58・H:84としている[1]。

趣味:インテリアデザイン。

## 出演作品

### アダルトビデオ
1986年
- 夢ものがたり（ダックス GF-003）

1987年
- ロマン子ハンティング（4月25日、日活 GP-12）
- 妖精の館（7月10日、フェニックスビデオ）
- 微・熱・風（8月29日、宇宙企画）
- こけてぃっしゅ（12月1日、大陸書房）
- 冬のマリオネット（12月15日、ホップビデオ）
- 処女航海（ホップビデオ NP-007）
- ビーナスの香り（ホップビデオ NP-012）
- 紅双紙 くれないそうし（シャリオ CK-1026）
- とっておきプロポーズ（JVD JR-13V）
- 躰の中へ…（コロナ社D CS-1175）

1988年
- 小猫姫（2月25日、アリスJAPAN）
- 別れの予感（3月10日、フェニックスビデオ）
- マン開！すけべ絵巻 2（5月10日、JVD）全5名
- きみは陽炎（5月15日、大陸書房）
- ザ・必殺レイプマン 2 樹ますみ・岬まどか（7月25日、日活）
- 聖熟女 樹ますみ・藤沢まりの（8月10日、日活）※映画「聖熟女」のビデオ版
- 闇に葬れ（8月25日、笠倉出版社）
- ザ・必殺レイプマン 3　樹ますみ・藤田容子（9月25日、日活）
- ラブマシーン（10月1日、フェニックスビデオ）
- んゴイことしま専科 樹ますみ（TOKYOパリス P-032）
- 制服の小悪魔 樹ますみ（コロナ社 CS-1211）
- 魑魅魍魎 新秘宝館 樹ますみ・遠山あかね ほか 全4名（パピヨン PS-33）
- 遊春 スーパーバトル 樹ますみ・中沢慶子（ホップVIDEO HS-005）
- あなたの太陽 海外特撮（ファイブスター FV-8671）
- 溺れて（ファイブスター FV-8720）
- ワルツ 円踊曲 錯乱のトライアングル（クリスティーヌ）
- セクシーアイドル 7 冴島奈緒・村上麗奈・東清美・立原友香・樹ますみ・藤あかね・斉藤唯（ファイブスター FV-8698）
- 樹ますみ スペシャル（出版サービスセンター/パワースポーツ PS-94）
- 1000%エクスタシー 3（コロナ社 CS-1219）全5名
- 1000%エクスタシー 5 豪華淫乱（コロナ社）全7名
- ビデオギャル乳リンピンク 跳んで開いて大運動会（日活 SP-031）全40名

1989年
- フラッシュバック 11 樹ますみ・岬まどか（3月21日、アリスJAPAN）
- Dカップ童貞狩り 立原友香・樹ますみ（3月25日、二見書房）
- 震憾（7月12日、パピヨン）
- 満樹性 樹ますみ・朝倉麻里・千秋誠（ニューソフトサービス SR-6027）全3名
- サイパンストーリー 樹ますみ・冴島奈緒・東清美（ファイブスター FV-8728）全3名
- Wao！熱烈すもも倶楽部 2 田中ミカ・藤あかね・樹ますみ ほか（ニューソフトサービス SR-6036）

1990年
- 樹ますみ（1月、出版サービスセンター）
- ランジェリー大会 濃縮20連発（3月12日、ファイブスター FV-8792）全10名

1991年
- 乳欲罪 フレグランスは蜜の香り（VISUAL ONE）

1992年
- オナドルコレクトベスト20 2（12月10日、フェニックスビデオ）全20名
- 美女濡れFUCK 6 愛欲の刻印 樹ますみ・麻宮千聖（ロンサムジャパン）

1993年
- ラブ・マシーン（6月21日、フェニックスビデオ）
- 真最中はエロの顔（アイザック/夢中企画 MU-D10）全10名

1995年
- スーパーD乳コレクション 2（2月25日、イメージボックス）全10名
- 120人美女館 AV10年史 2（11月11日、笠倉出版社）全30名

1999年以降
- リメークロマンシリーズ 樹ますみコレクション（1999年12月31日、グラフィティジャパン）
- 本能 4時間 2（2000年12月1日、TMA）全20名
- REMAKE ROMAN SERIES 7 美穂由紀&樹ますみ（2001年2月23日、グラフィティジャパン）
- フェアエストRemixⅡ（2001年10月19日、フェアエスト/グラフィティジャパン）全17名
- お宝コレクション 20（2001年12月21日、デジタル・コミュニケーションズ）他出演:森村あすか
- RESPECT 1500 樹ますみ（2003年11月21日、フェアエスト）※「妖精の館」「別れの予感」「ラブマシーン」収録
- THE 80's GREATEST IDOLS 朝岡実嶺・美穂由紀・桜樹ルイ・樹ますみ ほか（2004年8月13日、トータル・メディア・エージェンシー）多数出演
- 樹ますみ Memories プレミアム（2006年4月25日、ロイヤルアート）
- 樹ますみMemories（2006年11月30日、ロイヤルアート）
- Legend Plus 高原ルミ・日向まこ・樹ますみ（2007年12月7日、ASJ）
- Legend Special VOL.63 樹ますみ（2011年9月16日、ASJ）※「躰の中へ」「んゴイことしま専科」「こけてぃっしゅ」を収録

発売年不明
- Forever フォーエバー 樹ますみ（コレクターズ・システム販売 FOR-13）VHS
- 堕ちた天使 第一章（ファースト・ラブ FL-005）VHS
- 堕ちた天使 第二章（ファースト・ラブ FL-010）VHS
- エクスタシー 5 妖艶の館 鮎川真理・樹ますみ・冴島奈緒・葉山みどり ほか（新映和プロモーション）VHS
- 股狩つ娘（クラウンエンタープライズ）VHS
- アソコの悪戯（CLASH）VHS
- ボディ・ペースト（ギャルリ・ノア NOA-001）VHS
- 1984 - 7 バブルファック発禁ビデオ発掘ファイル 水沢友紀・樹ますみ ほか（エクストリーム）VHS
- バック好きのズルムケ娘　満開桃色吐息（シャル・メ インターナショナル）VHS
- 炎。鎮めます。（ビューティ工房 BK-06）VHS
- 猥褻服従（バリーズ BLD-019）DVD 全5名

## 映画
- ロマン子クラブ エッチがいっぱい（1986年12月20日公開、日活）監督:広木隆一[6]
- 聖熟女（1988年4月9日公開、日活）監督:廣木隆一 - 宇佐見由佳 役[7][8]
- とっておき Virgin Love ! 童貞物語 3（1989年1月28日公開、東映クラシックス）監督:福岡芳穂[9]

## テレビドラマ
- 桃色学園都市宣言!!「曙橋みすずや学園」（1987年10月9日 - 1988年3月18日、フジテレビ） - 鮎原恵子 役

## 出版

### 写真集
- 樹ますみ写真集 夢ものがたり・ますみ18歳（1986年5月20日、協立出版）撮影:古川春彦
- ニューアイドル写真集 ロマンス 宝生桜子・樹ますみ・橘まゆみ（1986年8月10日、ピラミッド社）※文庫サイズ写真集 ISBN 9784803310030
- いちどだけ 淑女が下着を脱ぐ時間 樹ますみ・河合ゆみ子・工藤麻子 ほか 全5名（1987年5月5日、辰巳出版）撮影:谷口征
- ビバ！ビデオアイドル PART 2 小林ひとみ・秋元ともみ・麻生澪・かとうみゆき・樹ますみ ほか多数（1987年5月11日、ピラミッド社）ISBN 9784803310849
- 樹ますみ (スコラスペシャル 22)（1987年6月27日、講談社）撮影:伊藤隼也 ISBN 978-4061708228
- 素肌感の女たち 競艶セクシィ・クィーン・ベスト 7 小林ひとみ・黒木香・樹ますみ ほか 全7名（1987年8月10日、ワニブックス）ISBN 9784847020605
- マドンナメイト写真集 樹ますみ（1987年8月25日、マドンナ社）撮影:善本喜一郎 ※文庫サイズ写真集 ISBN 9784576871011
- 樹ますみ写真集 ニルヴァーナ 愛の涅槃（1987年11月6日、大陸書房）撮影:会田我路 ISBN 9784803312362
- ニューアイドル写真集 樹ますみ 虹のかなたに（1987年12月10日、ピラミッド社）撮影:会田我路 ※文庫サイズ写真集 ISBN 9784803312652
- セクシー・ランジェリー・スペシャル 魅惑の下着!ハイ・ファッション 樹ますみ・冴島奈緒・高橋めぐみ ほか 全5名（1988年3月10日、辰巳出版）撮影:井上一真
- スコラスペシャル 4 SUPER NUDE COLLECTION 2 かわいさとみ・葉山みどり・日向まこ・樹ますみ ほか 全25名（1989年1月17日、スコラ）ISBN 9784882757047

### 雑誌

#### 樹ますみ 名義
- WEEKLY平凡パンチ 1986年4月7日号、1987年1月26日、11月26日号、1988年2月4日号、2月25日号、4月21日号（マガジンハウス）
- GORO 1986年4月10日号（小学館）
- パンティノート 1986年7月号（サン出版）
- アップル通信 1986年8月号、1987年11月号、1988年5月号（三和出版）
- EXCITE えきさいと 夏少女25人（1986年9月1日、新和出版社）
- オレンジ・クラブ 1987年3月号（東京三世社）
- スコラ 1987年5月14日号（スコラ）
- ベストビデオ 1987年6月号（三和出版）
- ベストカメラ 1987年6月号、1988年2月号（少年画報社）
- WEEKLY プレイボーイ 1987年4月28日号、9月15日号（集英社）
- レモンCLUB 1987年10月号（笠倉出版社）
- BEST LINGERIE 1989年1月号（日本出版社）
- ビデオ・エックス 100号記念特別増刊号（1991年11月20日、笠倉出版社）

#### 堤昭子 名義
- WEEKLY プレイボーイ 1989年7月25日号（集英社）

### ビニ本
- みわく - セクシーショット魅惑集（?、J.T.S、出版）